# Babarap
Babarap là một ngôi làng ở huyện Gökdepe của tỉnh Ahal, miền nam Turkmenistan. Nó nằm ở ốc đảo Akhal Teke, dưới chân núi Kopet Dag. Nằm gần ga xe lửa, cách Ashgabat 45 km về phía tây bắc, Babarap phát triển ngành trồng rau, trồng nho và sản xuất rượu vang.

## Địa lý
Không xa ngôi làng có đường sắt xuyên Caspia và đường cao tốc М37, một tuyến đường lớn. Phía bắc làng có kênh đào Karakum.

## Người nổi tiếng
- Gurbanguly Berdimuhamedow, cựu Tổng thống Turkmenistan